# 弁天町駅
弁天町駅（べんてんちょうえき）は、大阪府大阪市港区波除（なみよけ）三丁目にある、西日本旅客鉄道（JR西日本）・大阪市高速電気軌道 (Osaka Metro) の駅である。駅番号は、JR西日本がJR-O15、Osaka MetroがC13。JR西日本の駅シンボルフラワーは「向日葵」である。

## 概要
天保山を擁する大阪築港への入口に当たる駅で、JR西日本の大阪環状線と、Osaka Metroの中央線との乗換駅となっている。
JR駅の上に地下鉄駅が交差するという構造が特徴的である。南北方向にJR駅と同じ高さで阪神高速17号西大阪線・平面で国道43号、東西方向に地下鉄駅と同じ高さで阪神高速16号大阪港線・平面で中央大通が交差し、交通の要所となっている。
駅名は開業時の町名だった弁天町に由来するが、駅所在地は辰巳町を挟んで2つ西隣りの八雲町だった。なお、八雲町・辰巳町・弁天町のそれぞれ中央大通以北は現行町名では波除となる。弁天町の「弁天」は市岡新田会所に弁才天が祀られていたことに由来する。
駅開業時の大阪市内には、当地の港区弁天町の他にも東区（現在の中央区）弁天町や東住吉区瓜破弁天町があったが、前者は1979年に城見に改称、後者は1974年の平野区分離の際に瓜破に改称された。

## 歴史
- 1961年（昭和36年）
  - 4月25日：日本国有鉄道の西九条駅 - 境川信号場間延伸（大阪環状線の全線開通）により開業[1]。
  - 12月11日：大阪市高速鉄道第4号線（現在の大阪市高速電気軌道中央線）が大阪港駅 - 当駅間で開業。高速鉄道の駅が開業し乗換駅となる。
- 1962年（昭和37年）1月21日：駅の高架下に交通科学博物館（旧称：交通科学館）が開館。
- 1964年（昭和39年）10月31日：大阪市高速鉄道第4号線が当駅から本町駅（仮駅）まで延伸、中間駅となる。
- 1985年（昭和60年）3月14日：荷物扱い廃止[1]。
- 1987年（昭和62年）4月1日：国鉄分割民営化により、国鉄の駅は西日本旅客鉄道（JR西日本）の駅となる[1]。
- 1990年（平成2年）7月20日：大阪市が総工費3億円のうち2億8千万円を負担して、JR西日本の駅に北口が開設される[2]。
- 1997年（平成9年）9月13日：JR西日本の駅に自動改札機を設置し、供用開始[3]。
- 2003年（平成15年）11月1日：JR西日本でICカード「ICOCA」の利用が可能となる[4]。
- 2006年（平成18年）2月1日：大阪市交通局でICカード「PiTaPa」の利用が可能となる。
- 2009年（平成21年）10月4日：大阪環状・大和路線運行管理システム導入。
- 2014年（平成26年）4月6日：交通科学博物館が閉館。同館の一部機能は2016年（平成28年）4月29日に開業した京都鉄道博物館（京都府京都市下京区）へ継承。
- 2015年（平成27年）3月22日：JR西日本に発車メロディを導入。曲は「線路は続くよどこまでも」。
- 2018年（平成30年）
  - 3月17日：JR西日本に駅ナンバリングが導入され、使用を開始する。
  - 4月1日：大阪市交通局の民営化により、中央線の駅は大阪市高速電気軌道 (Osaka Metro) の駅となる。
- 2024年（令和6年）
  - 6月8日：Osaka Metro中央線ホームで可動式ホーム柵の使用を開始[5]。
  - 8月6日：JR西日本・1番のりば（大阪環状線内回り）で改良型可動式ホーム柵の使用を開始[6]。
  - 11月6日：JR西日本・2番のりば（外回り）で改良型可動式ホーム柵の使用を開始。
- 2025年（令和7年）
  - 2月28日：みどりの窓口の営業を終了[7]。
  - 3月1日：JR西日本の新駅舎が供用開始[8][7]。みどりの券売機プラスを導入[7]。
  - 4月10日：OsakaMetroの駅リニューアルが完成。デザインコンセプトは「ステーション アート」。
  - 10月14日：既存の北口・南口を廃止（予定）

## JR西日本
相対式ホーム2面2線を有する高架駅であるが、分岐器や絶対信号機がない停留所に分類される。ホームは3階、改札口は北口と南口の2ヵ所。北口の改札口は1階にありOSAKA BAY TOWER（旧・ORC200）に、南口の改札口は2階にありOsaka Metroの駅に、それぞれ通路を経て直結している。エスカレーターは北口および南口の1・2番のりばへの階段前に、エレベーターは南口の1・2番のりば階段前に設置されている。また、1番のりば（内回り）の南側では立ち食いうどん店が営業していた(2018年10月15日限り休業)が、交通科学博物館が営業していた頃には、同館の野外展示車両の一部を見下ろすことができ、壁面にも同館への最寄り駅であることが案内されていた。
西九条駅が管理している直営駅であり、アーバンネットワークエリアに入っている。また、JRの特定都区市内制度における「大阪市内」に属する駅である。また、ICOCAの利用が可能である（相互利用可能ICカードはICOCAの項を参照）。

### のりば
| のりば | 路線       | 方向   | 行先               |
| ------ | ---------- | ------ | ------------------ |
| 1      | 大阪環状線 | 内回り | 新今宮・天王寺方面 |
| 2      | 大阪環状線 | 外回り | 大阪・京橋方面     |

- 長らくのりば番号が存在しなかったが、2006年10月中にのりば番号が付与された。

### 発車メロディ
「大阪環状線改造プロジェクト」の一環として、2015年3月22日からアメリカ民謡の「線路は続くよどこまでも」が発車メロディとして使用されている。かつて駅前に交通科学博物館があったことにちなんでいる。

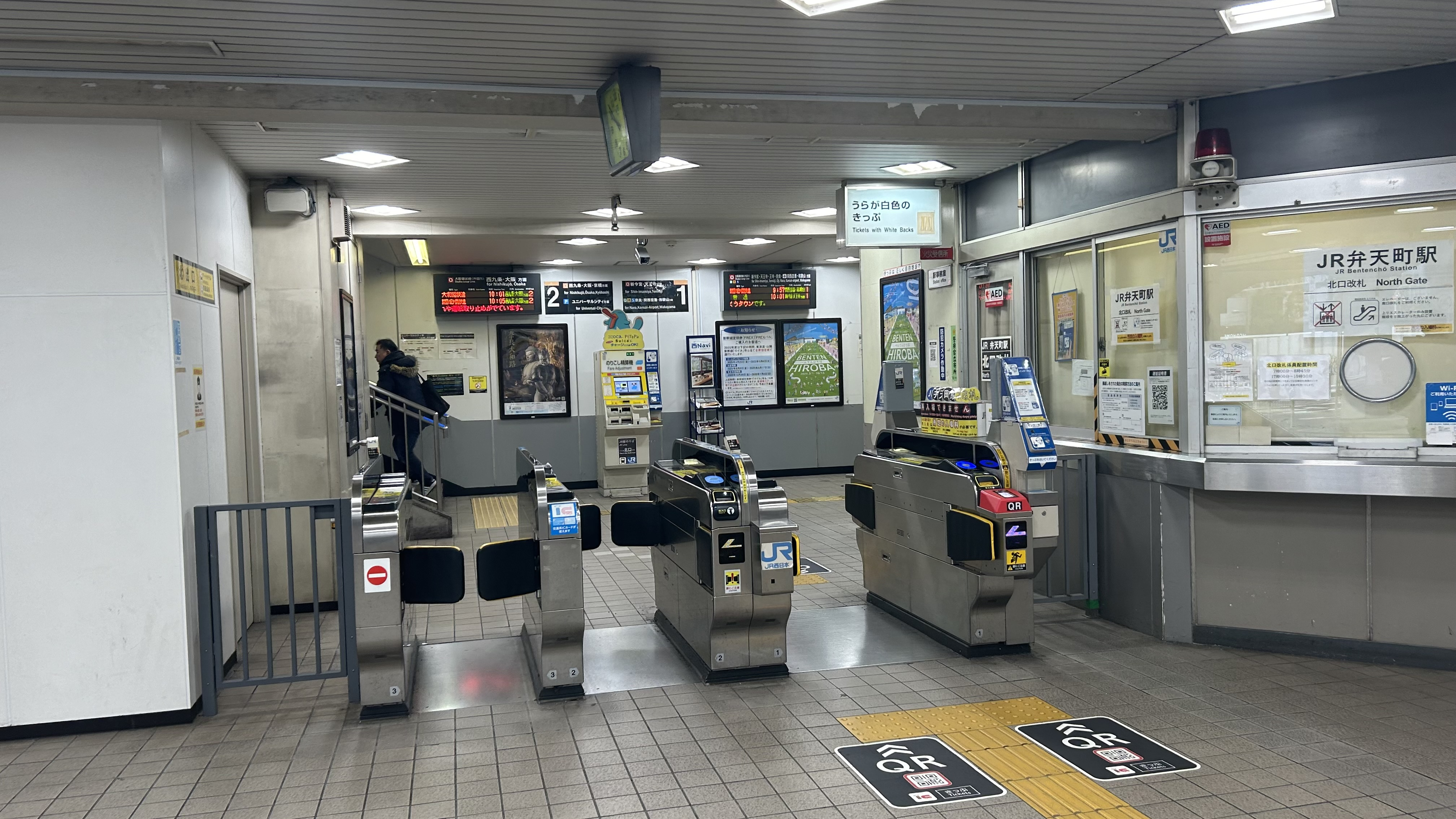
北口改札 (2025年3月）
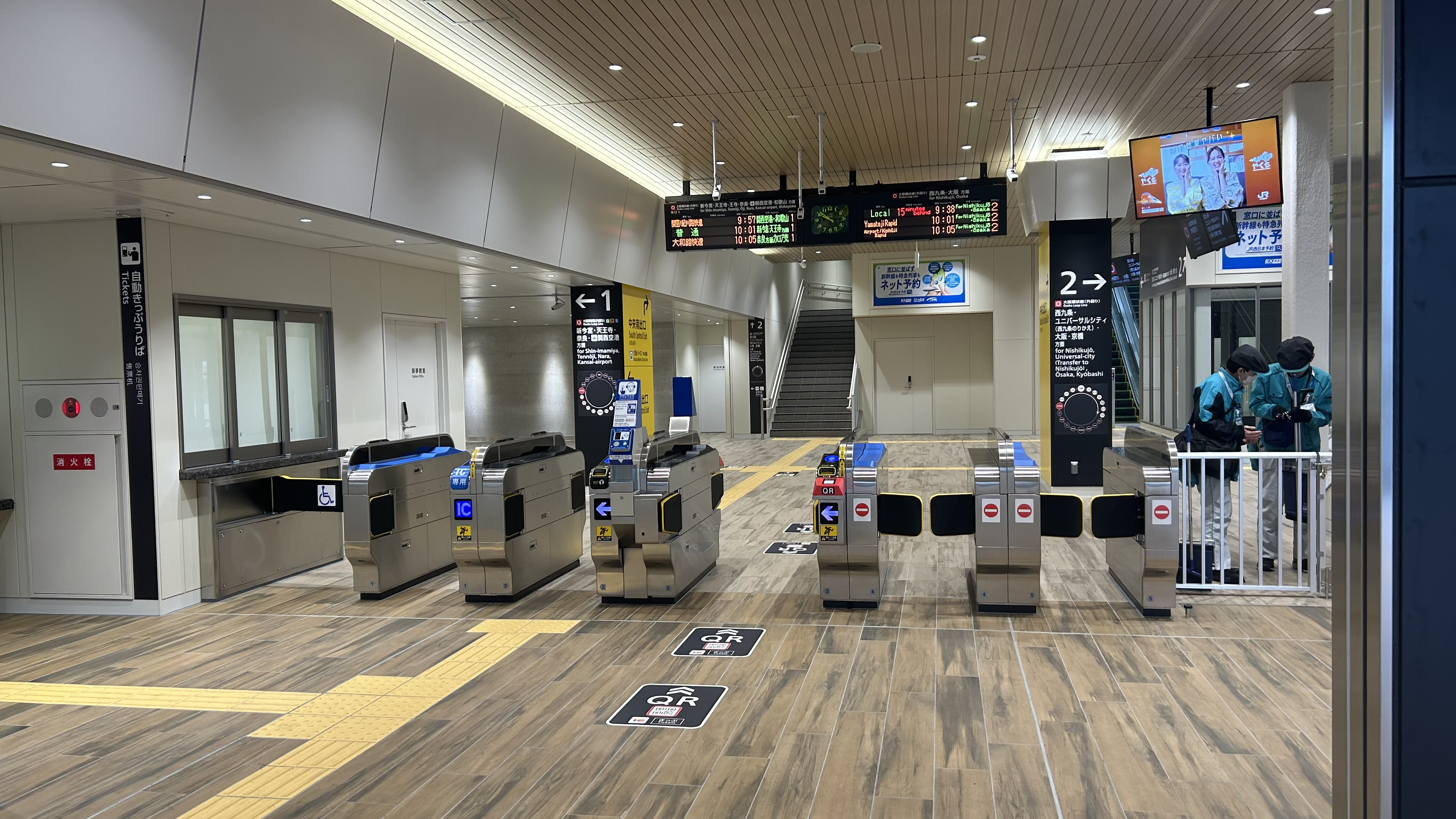
中央北口改札（2025年3月）
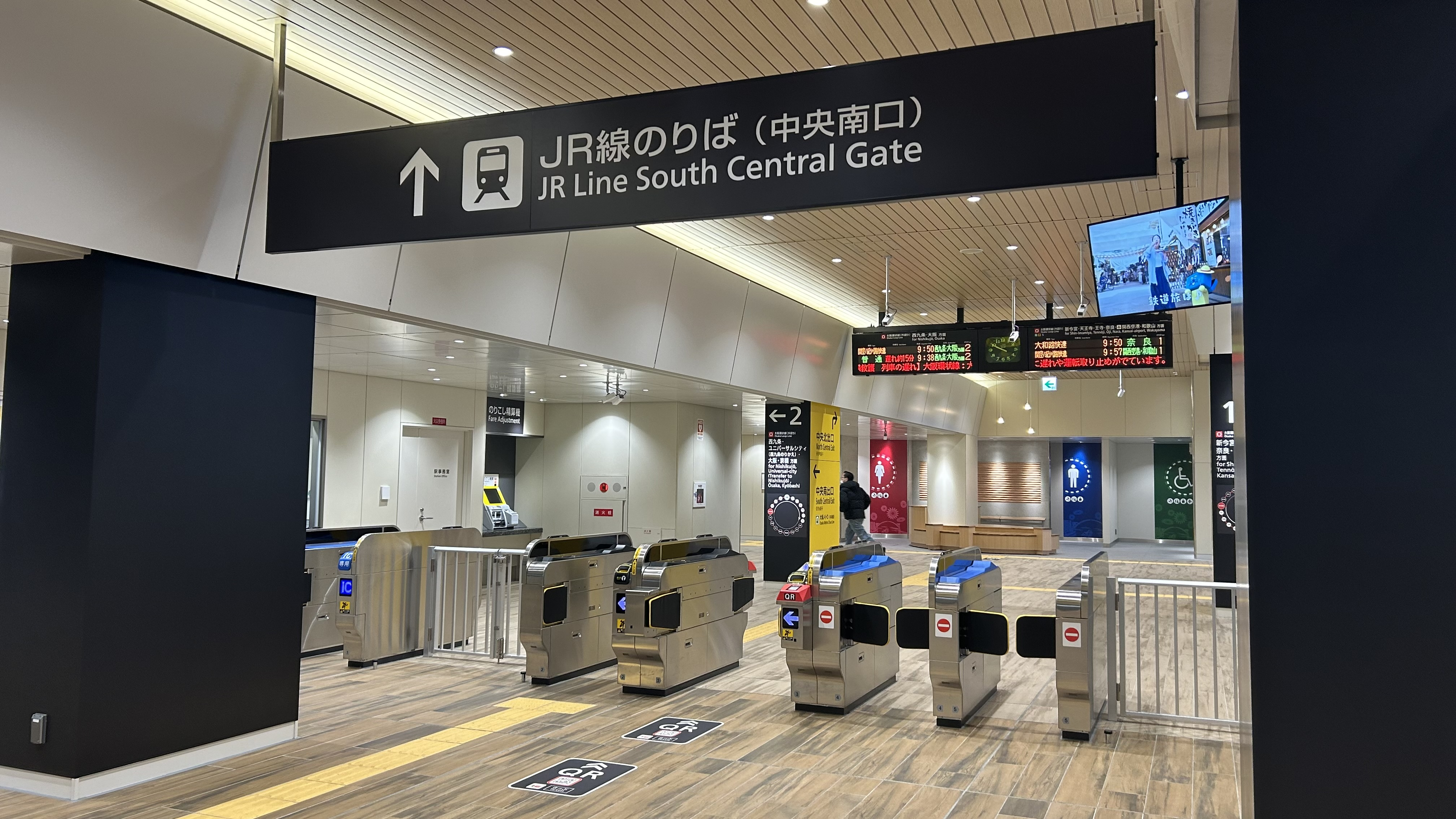
中央南口改札（2025年3月）
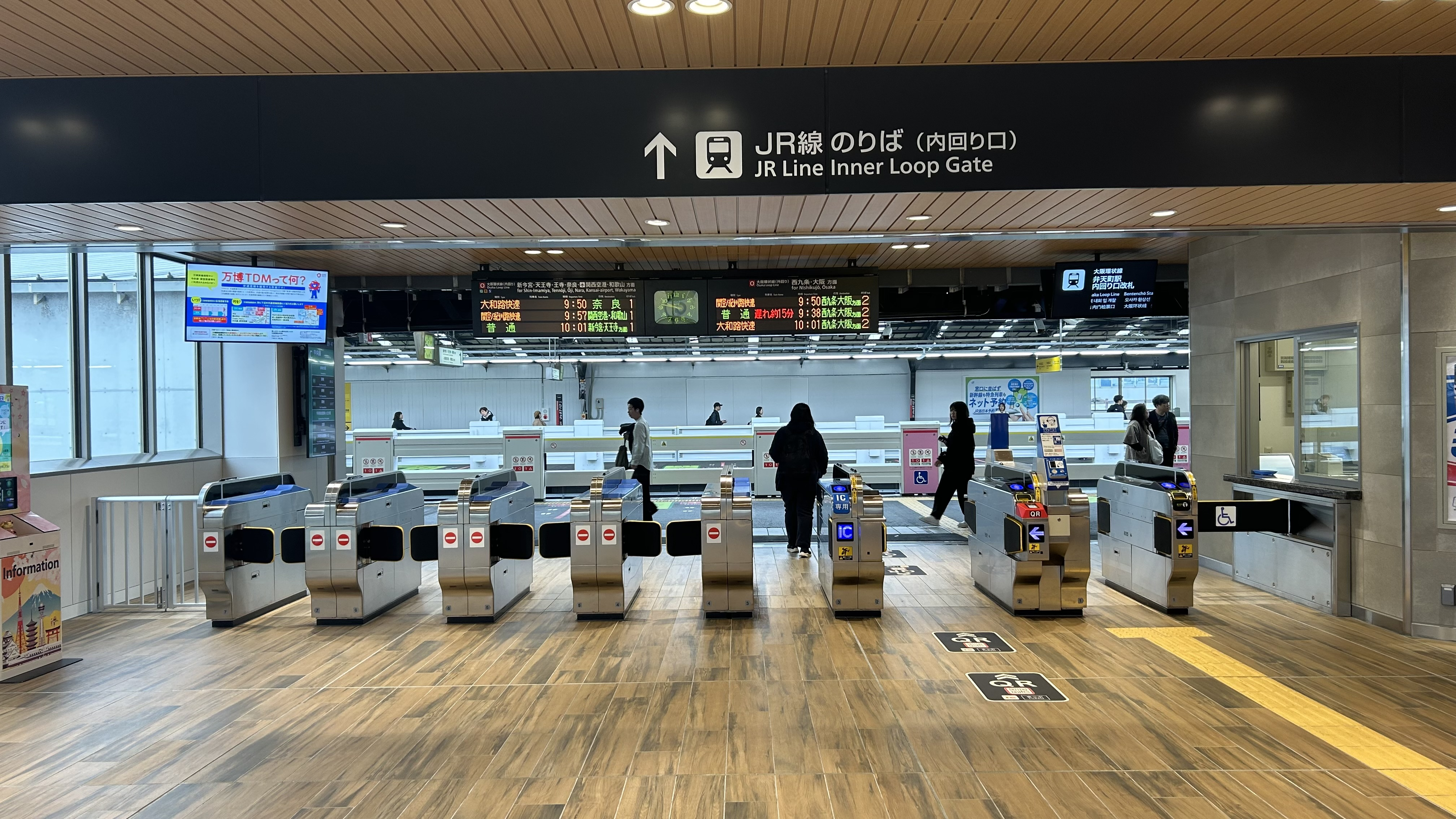
内回り(新今宮・天王寺方面)改札口（2025年3月）
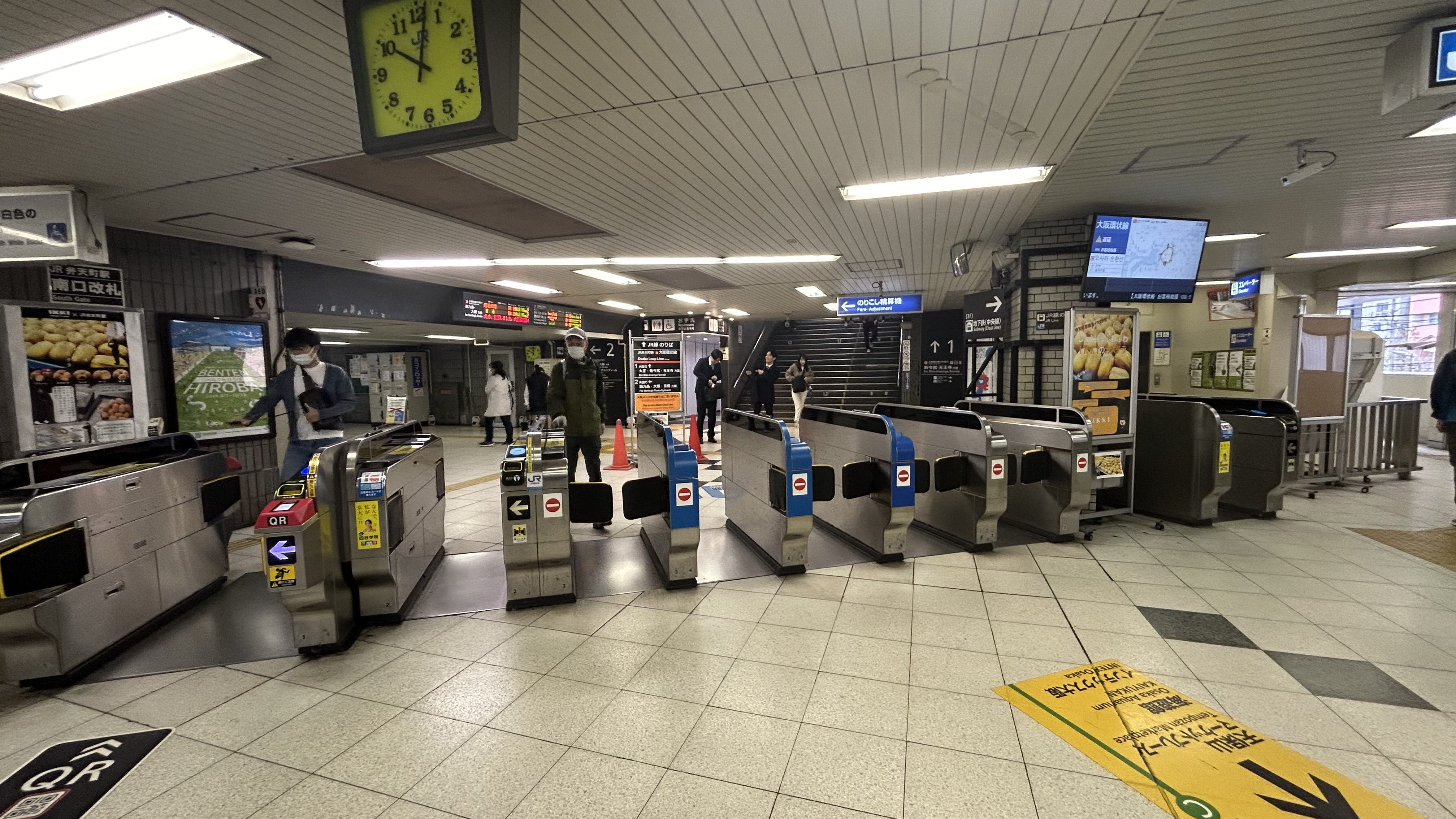
南口改札（2025年3月）
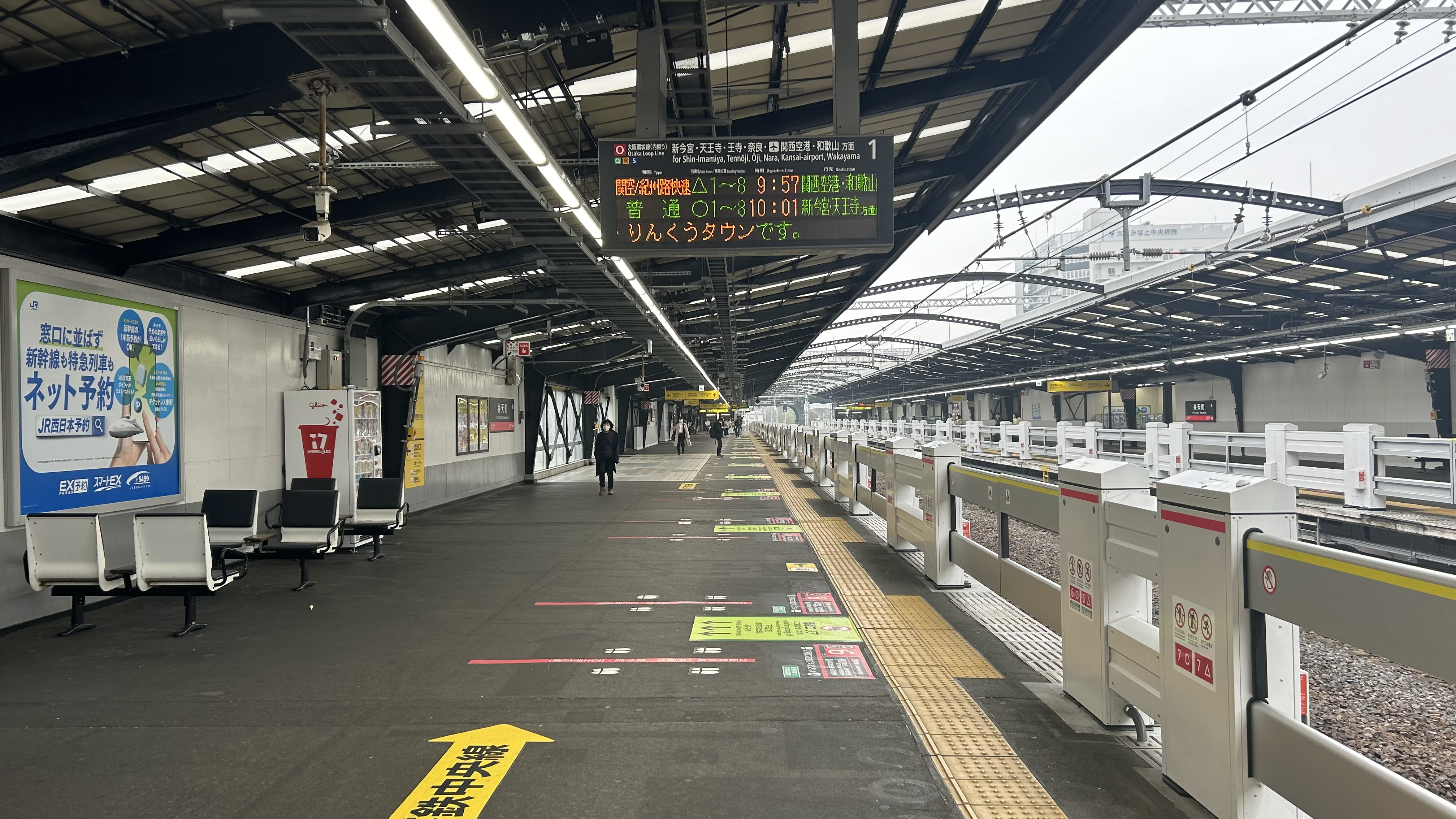
1番のりばホーム（2025年3月）
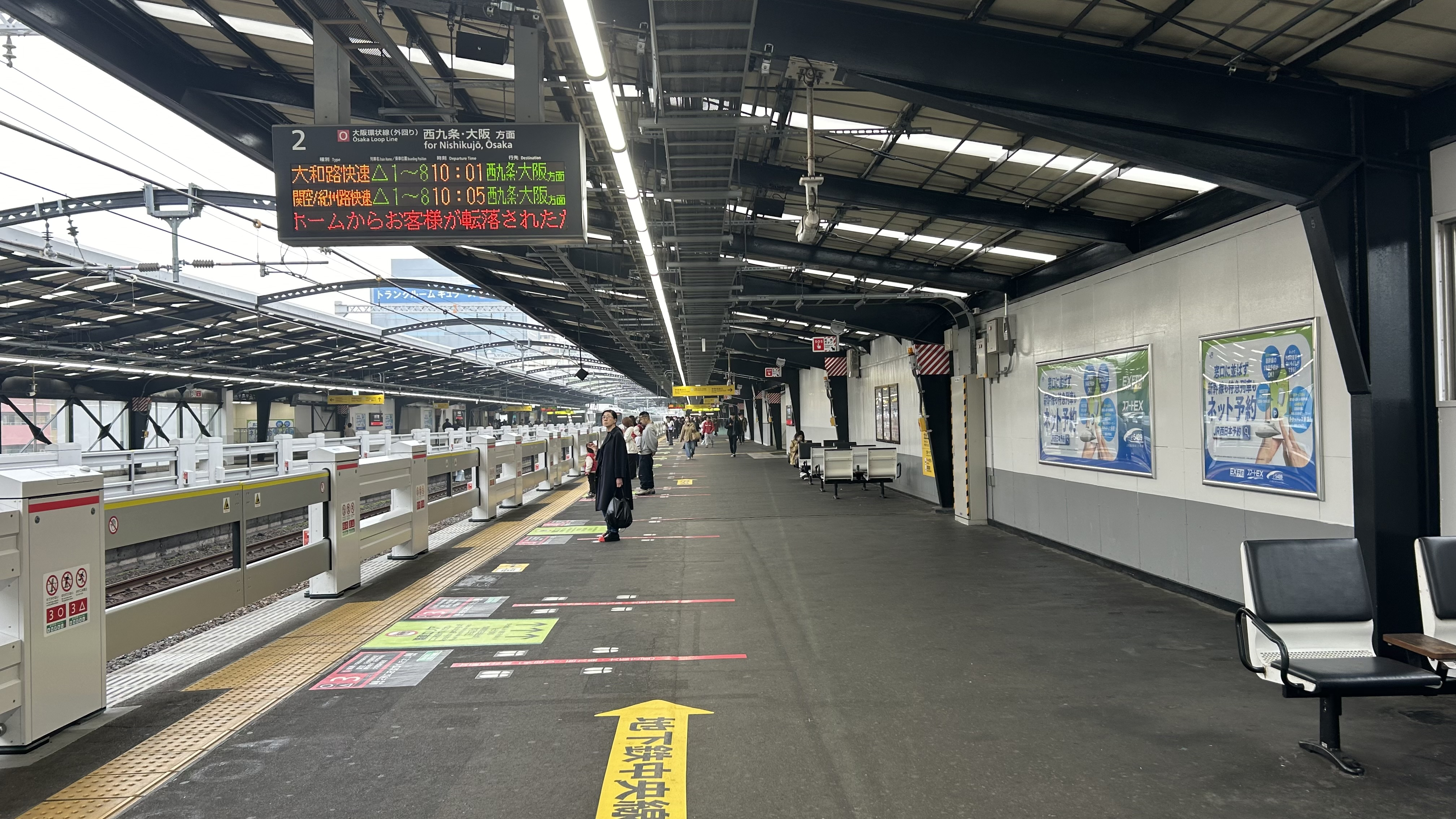
2番のりばホーム（2025年3月）
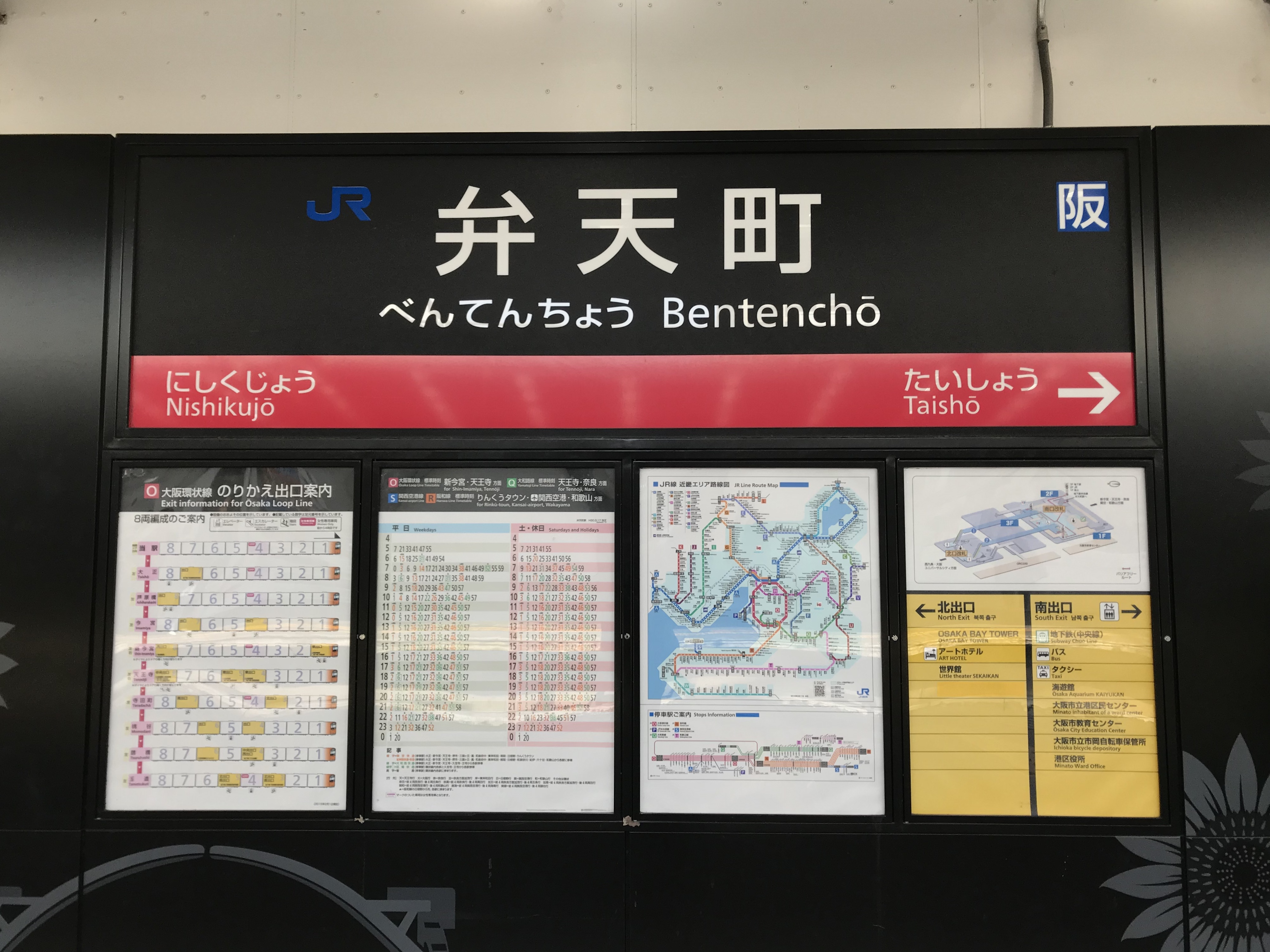
駅名標

## 大阪市高速電気軌道 (Osaka Metro)
駅は中央大通の中央分離帯部分の高架部にある。ホームの地表面からの高さが日本一高い地下鉄駅である。
相対式ホーム2面2線を有する高架駅で、2階が改札口、3階がプラットホームである。改札口は東西3ヵ所で、東口はJR駅への連絡通路があり、西口は大阪市教育センター、クロスタワー大阪ベイ、OSAKA BAY TOWER、港区土地区画整理記念・交流会館、大阪みなと中央病院とつながっている。エスカレーターは東口が1番線ホームへの階段に、西口が1・2番線ホーム両方の階段に併設されている。エレベーターはORC200（現在のOSAKA BAY TOWER）がオープンしてからは同施設のものしか利用できなかったが、その後7ヶ所のエレベーター（東改札内 - 1番線ホーム、東改札内 - 2番線ホーム、4号出入口 - JR駅連絡通路 - 東改札外、6号出入口 - 東改札外、西東改札内 - 1番線ホーム、西東改札内 - 2番線ホーム、3号出入口 - 西改札外）がそれぞれ設置され、供用を開始した。
阿波座管区駅に所属し、駅長を配置する。また、九条駅を管轄する。

### のりば
| 番線 | 路線   | 行先                                   |
| ---- | ------ | -------------------------------------- |
| 1    | 中央線 | 本町・長田・生駒・学研奈良登美ヶ丘方面 |
| 2    | 中央線 | 大阪港・夢洲方面                       |

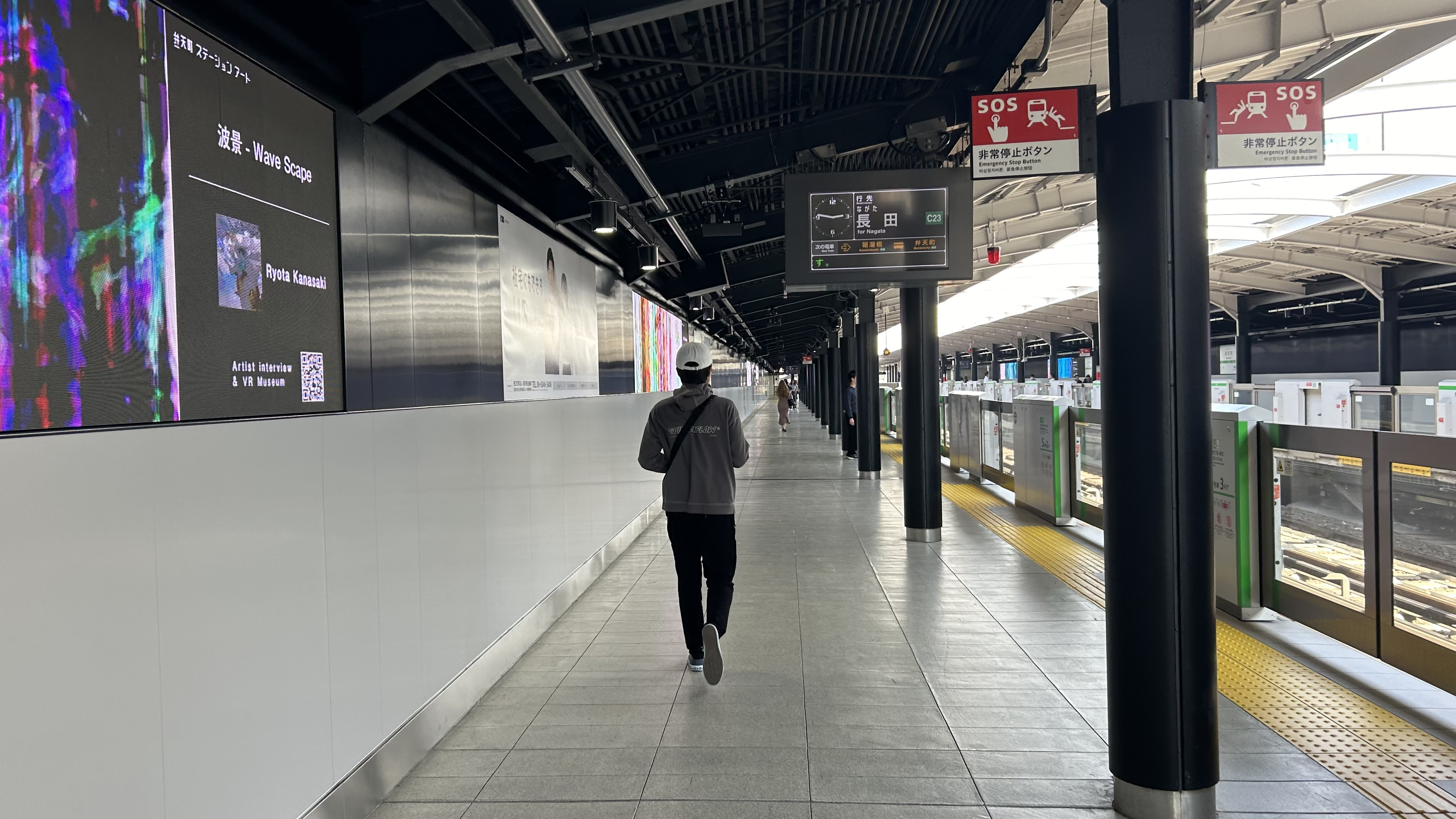
1番線ホーム (リニューアル後)
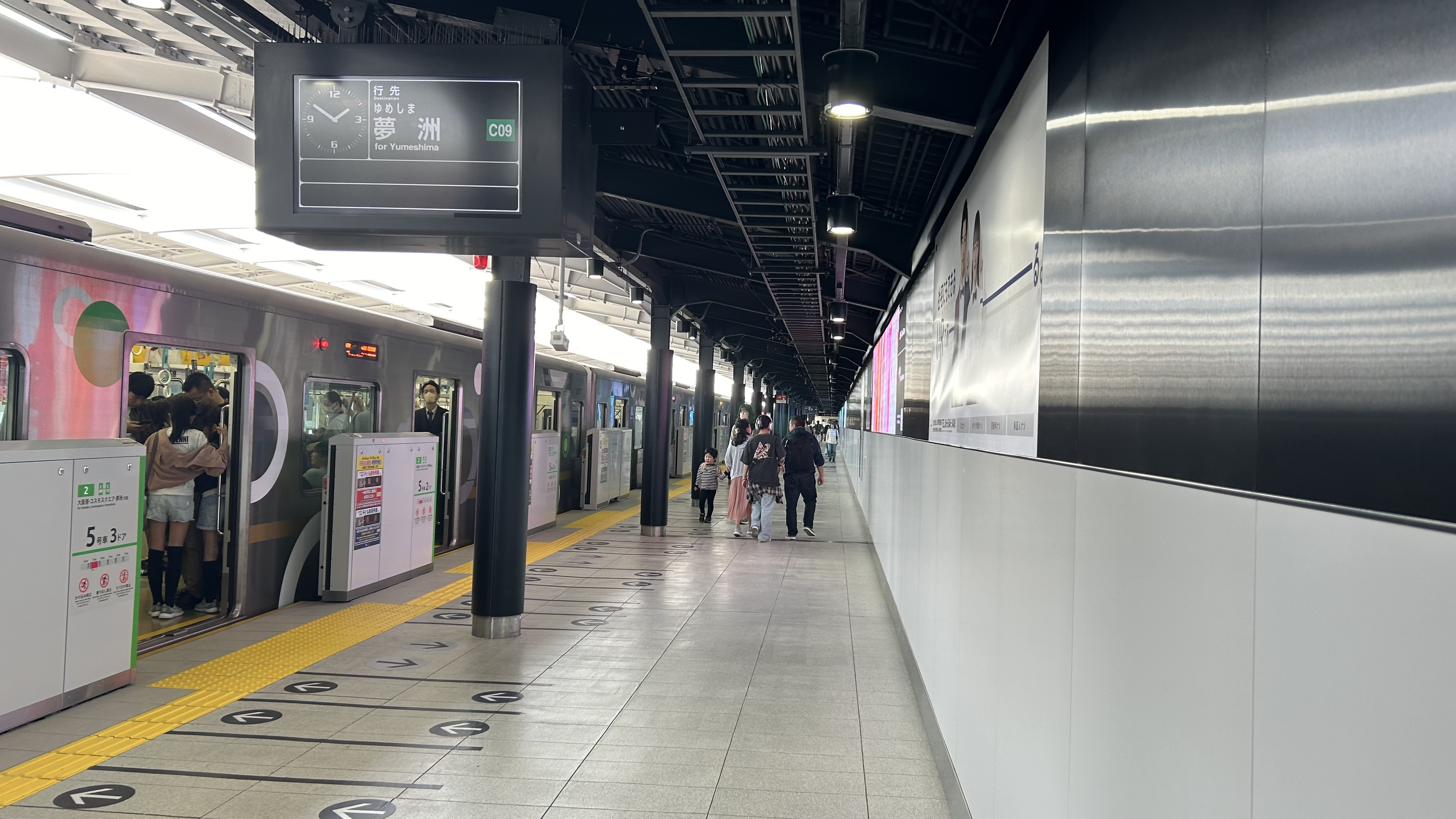
2番線ホーム (リニューアル後)
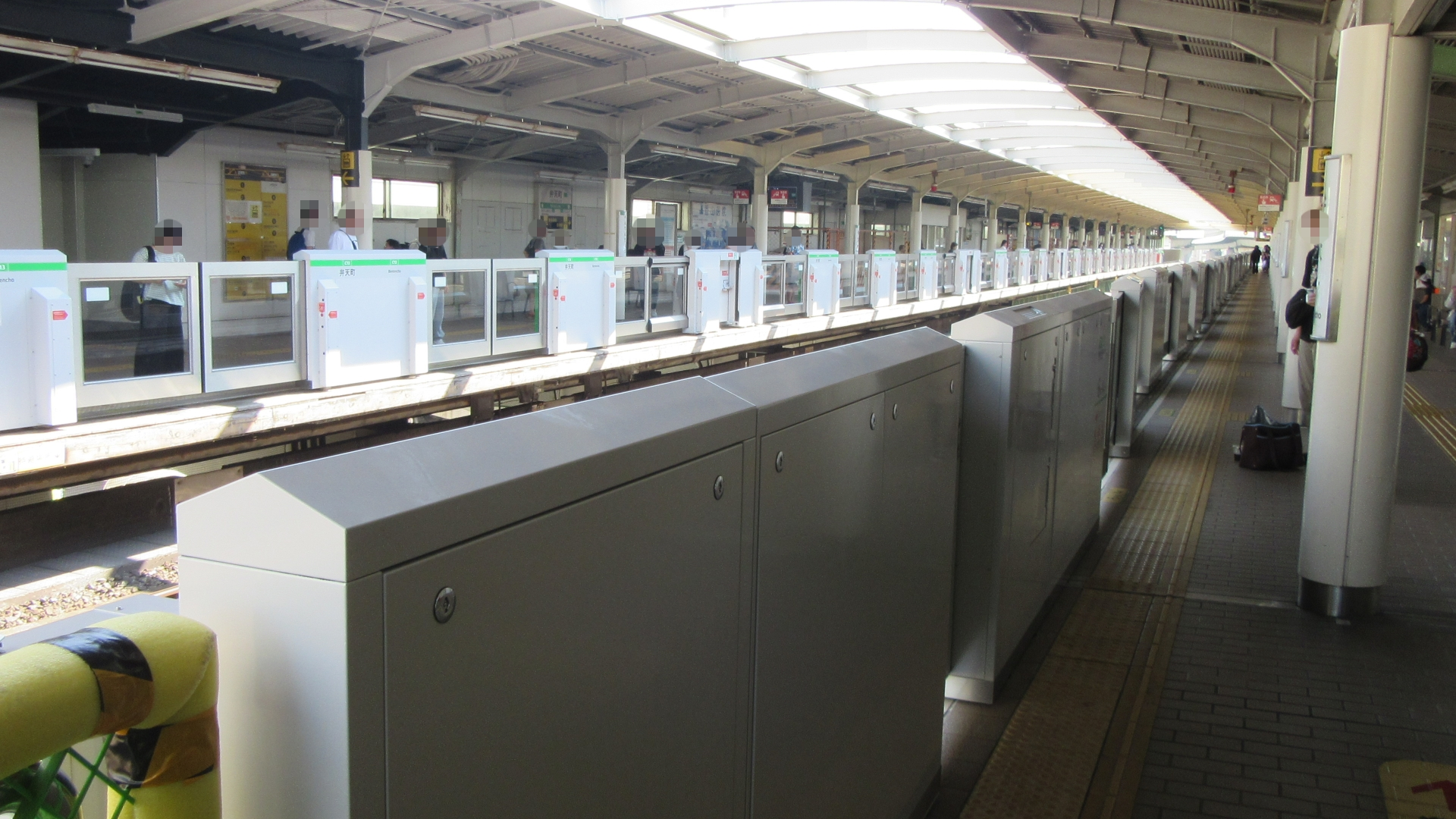
リニューアル前のホーム（2024年7月）
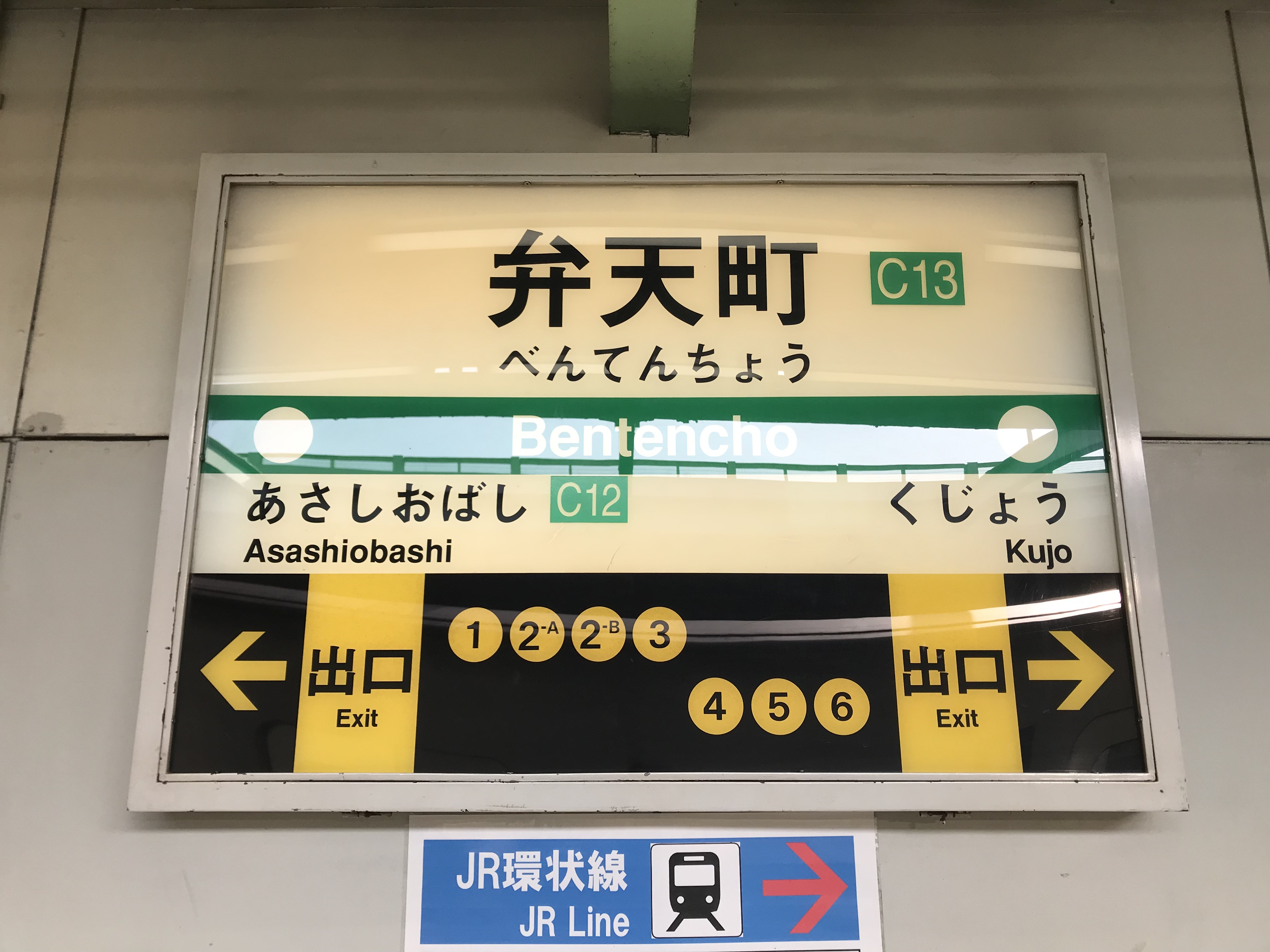
駅名標（旧サイン、2019年1月）

### 出口

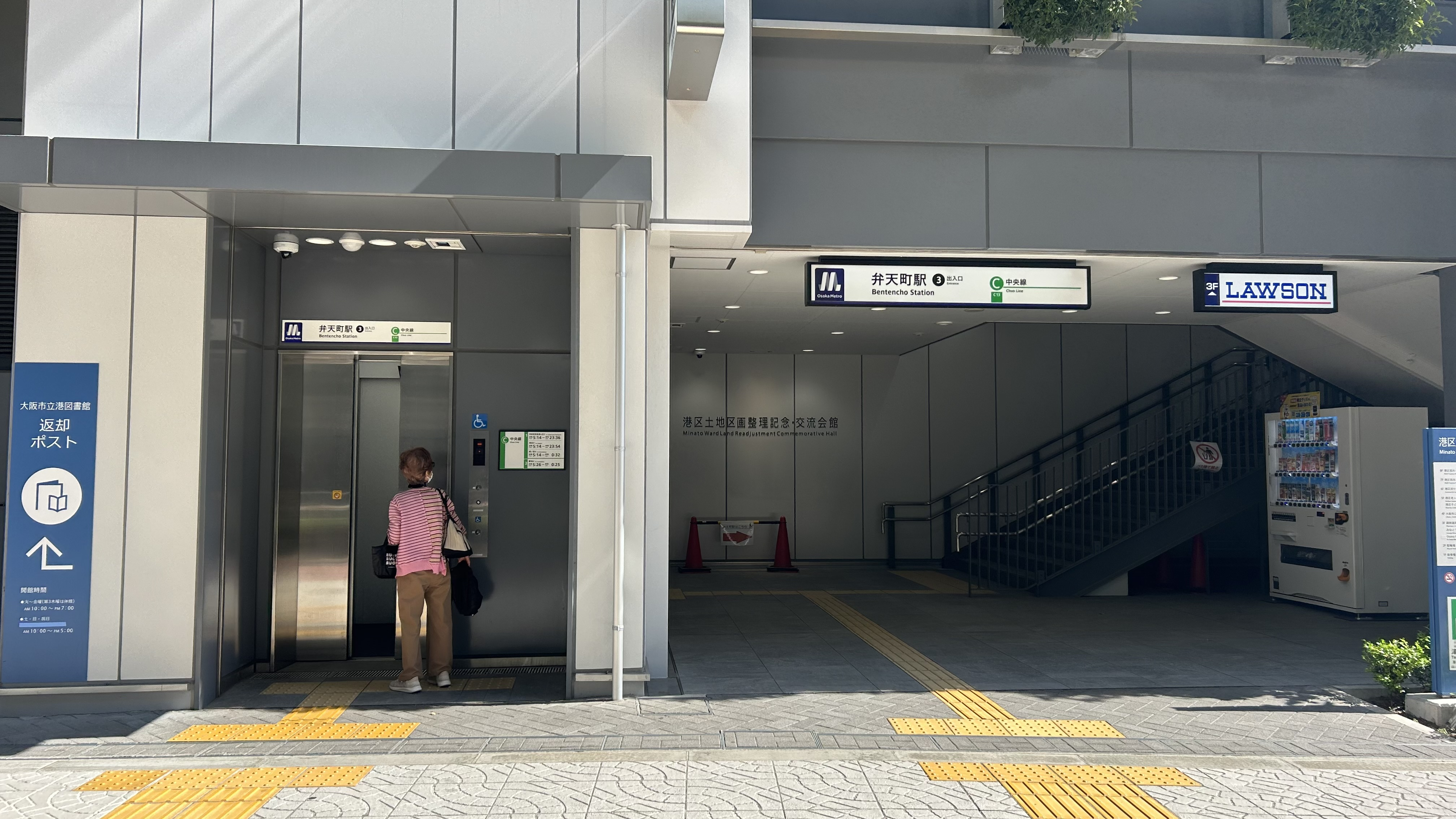
3号出入口
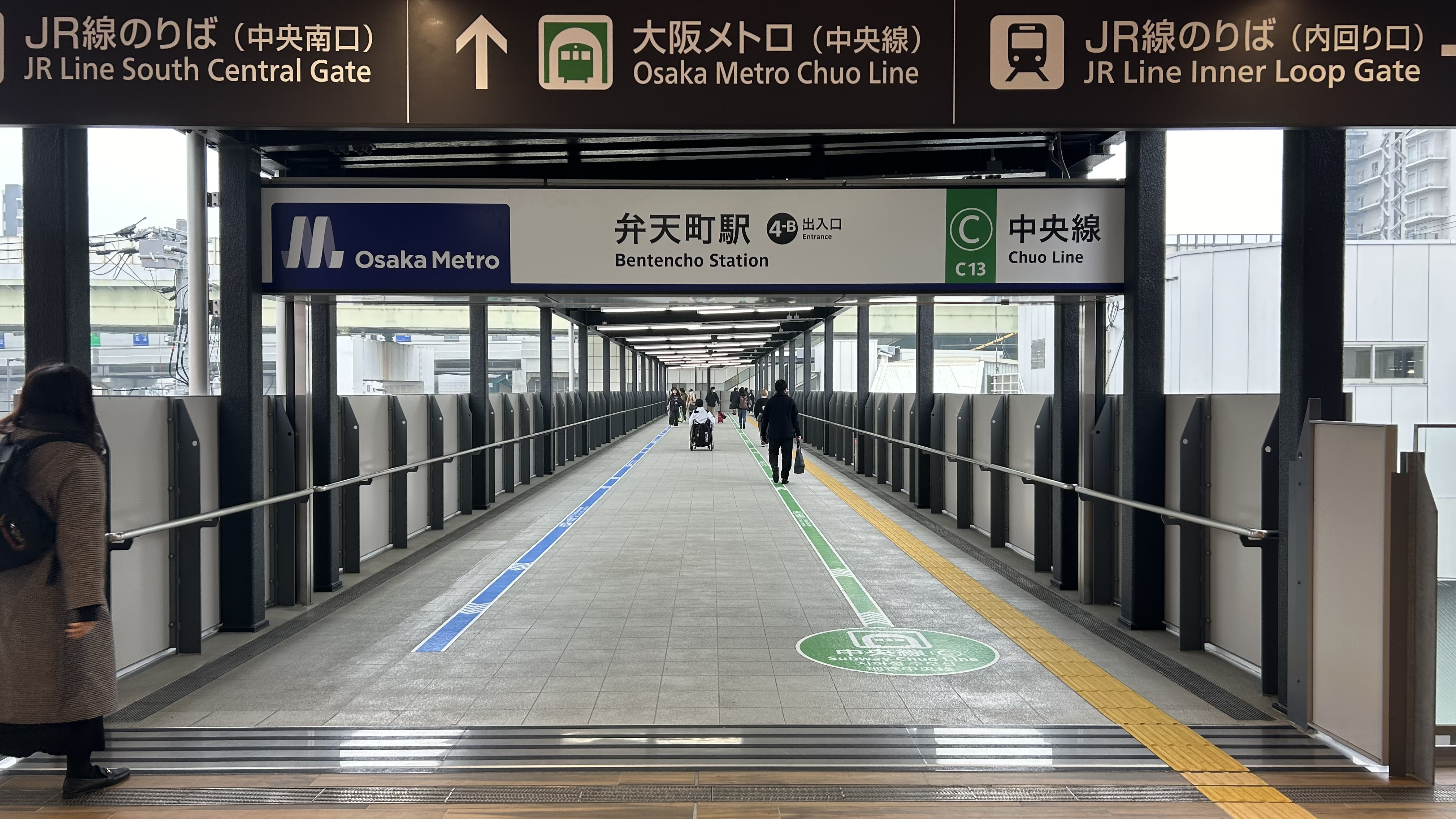
4B出入口

| 出口番号 | 出口周辺                                                      | 接続改札          | 備考             |
| -------- | ------------------------------------------------------------- | ----------------- | ---------------- |
| 1        | 自転車駐車場連絡口                                            | 西西改札 西東改札 |                  |
| 2A       | 大阪ベイタワー連絡通路・ホテル大阪ベイタワー 弁天町市税事務所 | 西西改札 西東改札 | エレベーターあり |
| 2B       | 大阪市教育センター連絡通路・港消防署 港区民センター(港図書館) | 西西改札 西東改札 |                  |
| 3        | 港区役所・港税務署・港郵便局 港保健福祉センター・港警察署     | 西西改札 西東改札 | エレベーターあり |
| 4A       | JR環状線                                                      | 東改札            | エレベーターあり |
| 4B       | JR環状線                                                      | 東改札            |                  |
| 5        | 自転車駐車場連絡口                                            | 東改札            |                  |
| 6        | 中央大通南側・ファミリーマート弁天町駅前店                    | 東改札            | エレベーターあり |

- 3号出入口
- 4B出入口

## 連絡通路について
地下鉄中央線とJR大阪環状線の連絡は、地下鉄とJRのそれぞれのコンコースを歩廊橋で結ぶ形となっているが、岩村潔『大阪市地下鉄の歩み』によると、地下鉄弁天町駅の設計時、大阪市交通局は大阪環状線のホームから直接地下鉄のホームへと連絡できるような歩廊橋を計画していた。日本国有鉄道（国鉄）に提出された設計図によれば、大阪環状線の内・外回り両ホームから南側へ20メートルにわたり幅員6.5メートルの連絡通路が延び、階段を上った先で両通路が合流、大阪環状線を跨いで幅員12メートルの通路となるものであったが、この計画は国鉄側が反対したため採用されなかった。なお、設計図は大阪市公文書館に保管されている。
2025年日本国際博覧会（大阪・関西万博2025）が、2025年に夢洲を中心とした関西地方で開催されるにあたり、中央線が夢洲に乗り入れる関係もあり、JRの南北改札の間に新駅舎・改札口を設けるほか、段差のないバリアフリータイプの連絡通路を整備することとした。連絡通路は2025年3月1日、新駅舎と共に供用を開始した。

## 利用状況

### JR西日本
2023年（令和5年）度の1日平均乗車人員は33,544人である。JR西日本全線ではユニバーサルシティ駅に次ぐ19位。
各年度の1日平均乗車人員は下表の通り。
| 年度               | 1日平均 乗車人員 | 増減率 | 順位 | 定期利用状況 | 定期利用状況 | 出典            | 出典          |
| 年度               | 1日平均 乗車人員 | 増減率 | 順位 | 1日平均      | 定期率       | JR西日本        | 大阪府        |
| ------------------ | ---------------- | ------ | ---- | ------------ | ------------ | --------------- | ------------- |
| 1988年（昭和63年） | 29,085           |        |      | 19,558       | 67.2%        |                 | [ 大阪府 1 ]  |
| 1989年（平成元年） | 29,274           | 0.6%   |      | 19,812       | 67.7%        |                 | [ 大阪府 1 ]  |
| 1990年（平成02年） | 31,705           | 8.3%   |      | 20,431       | 64.4%        |                 | [ 大阪府 2 ]  |
| 1991年（平成03年） | 32,672           | 3.0%   |      | 20,900       | 64.0%        |                 | [ 大阪府 3 ]  |
| 1992年（平成04年） | 34,745           | 6.3%   |      | 22,761       | 65.5%        |                 | [ 大阪府 4 ]  |
| 1993年（平成05年） | 37,422           | 7.7%   |      | 24,293       | 64.9%        |                 | [ 大阪府 5 ]  |
| 1994年（平成06年） | 38,216           | 2.1%   |      | 24,955       | 65.3%        |                 | [ 大阪府 6 ]  |
| 1995年（平成07年） | 39,716           | 3.9%   |      | 25,841       | 65.1%        |                 | [ 大阪府 7 ]  |
| 1996年（平成08年） | 39,698           | -0.0%  |      | 25,948       | 65.4%        |                 | [ 大阪府 8 ]  |
| 1997年（平成09年） | 38,119           | -4.0%  |      | 24,987       | 65.5%        |                 | [ 大阪府 9 ]  |
| 1998年（平成10年） | 36,859           | -3.3%  |      | 24,023       | 65.2%        |                 | [ 大阪府 10 ] |
| 1999年（平成11年） | 35,834           | -2.8%  |      | 23,077       | 64.4%        |                 | [ 大阪府 11 ] |
| 2000年（平成12年） | 35,273           | -1.6%  |      | 22,716       | 64.4%        |                 | [ 大阪府 12 ] |
| 2001年（平成13年） | 35,375           | 0.3%   |      | 22,443       | 63.4%        |                 | [ 大阪府 13 ] |
| 2002年（平成14年） | 34,129           | -3.5%  |      | 21,716       | 63.6%        |                 | [ 大阪府 14 ] |
| 2003年（平成15年） | 33,450           | -2.0%  |      | 21,373       | 63.9%        |                 | [ 大阪府 15 ] |
| 2004年（平成16年） | 33,051           | -1.2%  |      | 21,325       | 64.5%        |                 | [ 大阪府 16 ] |
| 2005年（平成17年） | 33,263           | 0.6%   |      | 21,480       | 64.6%        |                 | [ 大阪府 17 ] |
| 2006年（平成18年） | 33,489           | 0.7%   |      | 21,600       | 64.5%        |                 | [ 大阪府 18 ] |
| 2007年（平成19年） | 34,298           | 2.4%   |      | 22,229       | 64.8%        |                 | [ 大阪府 19 ] |
| 2008年（平成20年） | 34,538           | 0.7%   |      | 22,529       | 65.2%        |                 | [ 大阪府 20 ] |
| 2009年（平成21年） | 32,823           | -5.0%  |      | 21,603       | 65.8%        |                 | [ 大阪府 21 ] |
| 2010年（平成22年） | 32,296           | -1.6%  |      | 21,208       | 65.7%        |                 | [ 大阪府 22 ] |
| 2011年（平成23年） | 32,464           | 0.5%   |      | 21,239       | 65.4%        |                 | [ 大阪府 23 ] |
| 2012年（平成24年） | 31,960           | -1.6%  |      | 20,556       | 64.3%        |                 | [ 大阪府 24 ] |
| 2013年（平成25年） | 32,284           | 1.0%   | 24位 | 20,462       | 63.4%        | [ JR西日本 1 ]  | [ 大阪府 25 ] |
| 2014年（平成26年） | 31,692           | -1.8%  | 24位 | 20,092       | 63.4%        | [ JR西日本 2 ]  | [ 大阪府 26 ] |
| 2015年（平成27年） | 32,256           | 1.8%   | 23位 | 20,267       | 62.8%        | [ JR西日本 3 ]  | [ 大阪府 27 ] |
| 2016年（平成28年） | 32,660           | 1.3%   | 22位 | 20,311       | 62.2%        | [ JR西日本 4 ]  | [ 大阪府 28 ] |
| 2017年（平成29年） | 33,097           | 1.3%   | 21位 | 20,716       | 62.6%        | [ JR西日本 5 ]  | [ 大阪府 29 ] |
| 2018年（平成30年） | 33,831           | 2.2%   | 21位 | 21,008       | 62.1%        | [ JR西日本 6 ]  | [ 大阪府 30 ] |
| 2019年（令和元年） | 34,489           | 1.9%   | 21位 | 21,239       | 61.6%        | [ JR西日本 7 ]  | [ 大阪府 31 ] |
| 2020年（令和02年） | 26,692           | -22.6% | 20位 | 18,572       | 69.6%        | [ JR西日本 8 ]  | [ 大阪府 32 ] |
| 2021年（令和03年） | 27,645           | 3.6%   | 21位 | 18,540       | 67.1%        | [ JR西日本 9 ]  | [ 大阪府 33 ] |
| 2022年（令和04年） | 31,301           | 13.2%  | 19位 | 19,088       | 61.0%        | [ JR西日本 10 ] | [ 大阪府 34 ] |
| 2023年（令和05年） | 33,544           | 7.2%   | 19位 | 19,658       | 58.6%        | [ JR西日本 11 ] | [ 大阪府 35 ] |

### Osaka Metro
2024年11月12日の1日乗降人員は41,939人（乗車人員：20,894人、降車人員：21,045人）である。中央線の駅では14駅中5位（他線と合算しない駅では最も多い）。
各年度の特定日における利用状況は下表の通りである。なお1969・1995年度の調査については、それぞれ1970・1996年に行われている（会計年度上1969・1995年度となる）。
| 年度               | 調査日   | 乗車人員 | 降車人員 | 乗降人員 | 出典          | 出典          |
| 年度               | 調査日   | 乗車人員 | 降車人員 | 乗降人員 | メトロ        | 大阪府        |
| ------------------ | -------- | -------- | -------- | -------- | ------------- | ------------- |
| 1966年（昭和41年） | 11月08日 | 9,353    | 9,293    | 18,646   |               | [ 大阪府 36 ] |
| 1967年（昭和42年） | 11月14日 | 9,927    | 9,686    | 19,613   |               | [ 大阪府 37 ] |
| 1968年（昭和43年） | 11月12日 | 9,631    | 9,276    | 18,907   |               | [ 大阪府 38 ] |
| 1969年（昭和44年） | 01月27日 | 9,645    | 9,527    | 19,172   |               | [ 大阪府 39 ] |
| 1970年（昭和45年） | 11月06日 | 14,536   | 13,089   | 27,625   |               | [ 大阪府 40 ] |
| 1972年（昭和47年） | 11月14日 | 11,083   | 10,326   | 21,409   |               | [ 大阪府 41 ] |
| 1975年（昭和50年） | 11月07日 | 12,618   | 11,717   | 24,335   |               | [ 大阪府 42 ] |
| 1977年（昭和52年） | 11月18日 | 11,804   | 11,293   | 23,097   |               | [ 大阪府 43 ] |
| 1981年（昭和56年） | 11月10日 | 12,643   | 11,551   | 24,194   |               | [ 大阪府 44 ] |
| 1985年（昭和60年） | 11月12日 | 11,531   | 11,291   | 22,822   |               | [ 大阪府 45 ] |
| 1987年（昭和62年） | 11月10日 | 12,320   | 11,661   | 23,981   |               | [ 大阪府 46 ] |
| 1990年（平成02年） | 11月06日 | 14,744   | 13,847   | 28,591   |               | [ 大阪府 2 ]  |
| 1995年（平成07年） | 02月15日 | 14,947   | 14,298   | 29,245   |               | [ 大阪府 7 ]  |
| 1998年（平成10年） | 11月10日 | 17,130   | 15,401   | 32,531   |               | [ 大阪府 10 ] |
| 2007年（平成19年） | 11月13日 | 19,460   | 18,613   | 38,073   |               | [ 大阪府 19 ] |
| 2008年（平成20年） | 11月11日 | 19,110   | 18,459   | 37,569   |               | [ 大阪府 20 ] |
| 2009年（平成21年） | 11月10日 | 18,081   | 17,650   | 35,731   |               | [ 大阪府 21 ] |
| 2010年（平成22年） | 11月09日 | 17,995   | 17,727   | 35,722   |               | [ 大阪府 22 ] |
| 2011年（平成23年） | 11月08日 | 17,540   | 17,168   | 34,708   |               | [ 大阪府 23 ] |
| 2012年（平成24年） | 11月13日 | 17,339   | 16,915   | 34,254   |               | [ 大阪府 24 ] |
| 2013年（平成25年） | 11月19日 | 17,578   | 17,294   | 34,872   | [ メトロ 1 ]  | [ 大阪府 25 ] |
| 2014年（平成26年） | 11月11日 | 17,886   | 17,492   | 35,378   | [ メトロ 2 ]  | [ 大阪府 26 ] |
| 2015年（平成27年） | 11月17日 | 18,523   | 18,153   | 36,676   | [ メトロ 3 ]  | [ 大阪府 27 ] |
| 2016年（平成28年） | 11月08日 | 18,299   | 17,911   | 36,210   | [ メトロ 4 ]  | [ 大阪府 28 ] |
| 2017年（平成29年） | 11月14日 | 18,991   | 18,671   | 37,662   | [ メトロ 5 ]  | [ 大阪府 29 ] |
| 2018年（平成30年） | 11月13日 | 19,073   | 19,014   | 38,087   | [ メトロ 6 ]  | [ 大阪府 30 ] |
| 2019年（令和元年） | 11月12日 | 20,121   | 20,023   | 40,144   | [ メトロ 7 ]  | [ 大阪府 31 ] |
| 2020年（令和02年） | 11月10日 | 16,884   | 16,621   | 33,505   | [ メトロ 8 ]  | [ 大阪府 32 ] |
| 2021年（令和03年） | 11月16日 | 17,470   | 17,472   | 34,942   | [ メトロ 9 ]  | [ 大阪府 33 ] |
| 2022年（令和04年） | 11月15日 | 18,050   | 18,237   | 36,287   | [ メトロ 10 ] | [ 大阪府 34 ] |
| 2023年（令和05年） | 11月07日 | 19,733   | 19,808   | 39,541   | [ メトロ 11 ] | [ 大阪府 35 ] |
| 2024年（令和06年） | 11月12日 | 20,894   | 21,045   | 41,939   | [ メトロ 12 ] |               |

## 駅周辺
1990年代以降、梅田・大阪駅への近さから新たな住環境の魅力が見直され、周辺では高層マンションなどが多く建設されている。2014年4月6日までは駅に隣接して交通科学博物館があった。同博物館の跡地は大阪環状線改造プロジェクトの一環として再開発を行う予定であったが、大半は2018年11月から有料駐車場として営業している。
(現在、駐車場は閉鎖され、交通科学博物館跡地一帯は西日本旅客鉄道弁天町駅新駅舎ならびに併設するべんてんひろばとなっている。)

### 官公庁
- 大阪市港区役所
  - 大阪市港区保健福祉センター
- 港区土地区画整理記念・交流会館
  - 大阪市港区民センター
  - 大阪市港区民ホール（港区画整理記念ホール）
  - 大阪市立港図書館
  - 大阪市港区老人福祉センター
  - 大阪市港区子ども・子育てプラザ

- 大阪市港消防署
- 大阪市教育センター
- 大阪府港警察署

### 文化施設等
- OSAKA BAY TOWER
  - 大阪市弁天町市税事務所
  - 関西フィルハーモニー管弦楽団
  - アートホテル大阪ベイタワー
  - 空庭温泉 OSAKA BAY TOWER
  - オークプラザ&レストランズ（ショップ、飲食店など）
  - 大阪弁天町郵便局
  - ラジオ大阪（大阪放送）本社
  - オークプリオタワー

- クロスタワー大阪ベイ
- 世界館
- 福崎住吉神社

### 学校
- 大阪市立波除小学校
- 大阪市立弁天小学校
- 大阪市立磯路小学校
- 大阪市立市岡中学校
- 大阪市立市岡東中学校

- 大阪府立市岡高等学校
- 大阪府立港高等学校
- 大阪みなとドライビングスクール
  - 「オリックス市岡ドライビングスクール」として開校後、「オリックスドライビングスクール弁天町」への改称を経て現在の校名となった。

### 医療機関
- 大阪みなと中央病院

### 商業施設
- ホームセンターコーナン 弁天町店
- MEGAドン・キホーテ 弁天町店
- ライフ 弁天町店
- 関西スーパー 市岡店
- ロピア 弁天町店

### 企業その他
- 大阪港郵便局
- 港波除郵便局
- 港弁天郵便局
- 港市岡郵便局
- 香川銀行 弁天町支店
- 日本交通 弁天営業所

- 関西電力 市岡変電所
- 関西電力 波除変電所
- 阪神高速17号西大阪線
  - 弁天町ミニパーキングエリア
  - 弁天町出入口

## バス路線

### 路線バス
大阪シティバスが運行しており、Osaka Metro2-B号出入口付近に「弁天町駅前」停留所が設置されている。大阪市営バス時代の1984年4月8日に、駅西側の大阪市教育センターの1Fに「弁天町バスターミナル」が完成し、バスターミナルを起終点とする路線があったが、2014年9月21日ダイヤ改正により廃止となり、中央大通沿いに「弁天町駅前」停留所が新設された。
- 51号系統：ドーム前千代崎（引き続き98号系統大正区役所前行として運行）/天保山
- 84号系統：八幡屋三丁目/なんば

2025年8月1日から2025年10月13日まで、モビリティハブ弁天町（弁天町駅2－B出口直結）と万博会場西ゲートを結ぶシャトルバスも運行される。

### 高速バス
日本交通が運行しており、乗車は「弁天営業所」、降車はOsaka Metro3号出入口付近の「大阪弁天町」停留所で扱う。
- 山陰特急バス：鳥取駅前・倉吉バスセンター・米子営業所

## 隣の駅
西日本旅客鉄道（JR西日本）
 大阪環状線
■大和路快速・■区間快速・■関空快速・■紀州路快速・■快速・■直通快速・■普通
西九条駅 (JR-O14) - 弁天町駅 (JR-O15) - 大正駅 (JR-O16)
- 2007年5月20日まで、貨物支線（大阪臨港線）への分岐点として、当駅 - 大正駅間に境川信号場があった。

大阪市高速電気軌道 (Osaka Metro)
 中央線
朝潮橋駅 (C12) - 弁天町駅 (C13) - 九条駅 (C14)
- ( ) 内は駅番号を示す。

### 記事本文